# L'Adoration
L'Adoration est un roman de Jacques Borel publié le 22 novembre 1965 et ayant obtenu le prix Goncourt la même année.

## Historique
Favori de la presse, le roman reçoit le prix Goncourt 1965

## Éditions
- L'Adoration, Éditions Gallimard, 1965,  (ISBN 2070208370).